# Scelotes capensis
Scelotes capensis là một loài thằn lằn trong họ Scincidae. Loài này được Smith mô tả khoa học đầu tiên năm 1849.